# Mordechai

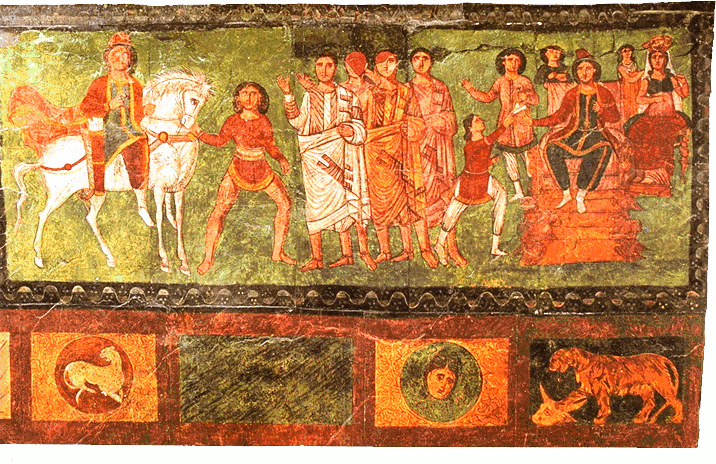
Triumph des Mordechai nach. Wandmalerei in der Synagoge von Dura Europos, Mitte 3. Jahrhundert. Mordechai auf dem Pferd, das von Haman geführt wird. Rechts sitzt Ahasveros auf seinem Thron

Mordechai (hebräisch מָרְדֳּכַי mårdåkhaj, altgriechisch Μαρδοχαῖος Mardochaios) ist die männliche Hauptperson im biblischen Buch Ester. Der Personenname ist ursprünglich akkadisch und enthält den Namen des Gottes Marduk.

## Buch Ester (Masoretischer Text)
Mordechai war Jude, Sohn des Jaïr. Seine weiteren Vorfahren hießen Schimi und Kisch; er gehörte dem Stamm Benjamin an. Die Namen Kisch und Benjamin bringen Mordechai in eine intertextuelle Beziehung zum König Saul, dem Sohn des Kisch und Benjaminiten. Er verspielte sein Königtum, indem er den Amalekiterkönig Agag verschonte. Mordechai dagegen bewährt sich gegenüber dem „Agagiter“ Haman.
Mordechai lebte in der persischen Diaspora in Susa. Dort hütete er mit anderen das Tor des königlichen Palastes und hatte bereits einen Mordanschlag auf den König vereitelt. Mordechai war Cousin und zugleich Adoptivvater von Ester, die Perserkönig Ahasveros (historisch: Xerxes) zu seiner Ehefrau und Königin erwählt hatte.
Später ernannte König Ahasveros den Beamten Haman zum höchsten Regierungsbeamten des Reiches, vor dem die ganze königliche Dienerschaft niederzuknien hatte. Als Jude verweigerte Mordechai den Kniefall. Haman wurde darüber nicht nur zornig, sondern beabsichtigte auch, alle Juden im Reich zu ermorden und ihren Besitz an sich zu bringen. Den Tag dafür bestimmte Haman mit Losen (hebr. Pur), woher sich der Name des jüdischen Festtags Purim ableitet. Ester offenbarte die Pläne Hamans und ihre eigene jüdische Identität dem König, woraufhin Haman hingerichtet wurde und Mordechai zu einem der angesehensten Männer am Hofe des Königs wurde, auf den alle Juden stolz waren.

## Buch Ester (Septuaginta)
Die Septuaginta-Fassung beginnt mit einem prophetischen Traum Mordechais, der dessen Auseinandersetzung mit Haman in einen weltgeschichtlichen oder sogar kosmischen Rahmen stellt. Am Ende des Buchs wird die Auflösung dieses Traums gegeben, wonach Haman und Mordechai zwei miteinander ringende Drachen sind. Mordechai ist, ebenso wie Ester, im griechischen Esterbuch als exemplarischer Beter vorgestellt.

## Weitere Namensträger
Im Buch Esra-Nehemia gehört ein Mann namens Mordochai zu einer Gruppe, die mit Serubbabel aus dem Exil nach Jerusalem zurückkehrt (Esr 2,2; Neh 7,7).